# Volvulella texasiana
Volvulella texasiana är en snäckart som beskrevs av Robert Rees Harry 1967. Volvulella texasiana ingår i släktet Volvulella och familjen Retusidae. Inga underarter finns listade i Catalogue of Life.